# مادونه
مادونه (به ایتالیایی: Madone) یک کومونه در ایتالیا است که در استان برگامو واقع شده‌است. مادونه ۳٫۰ کیلومتر مربع مساحت و ۳٬۵۰۱ نفر جمعیت دارد و ۲۰۲ متر بالاتر از سطح دریا واقع شده‌است.

## خواهرخوانده
شهر Vila Nova da Barquinha خواهرخواندهٔ مادونه هست.